# Мовчан, Павел Михайлович
Па́вел Миха́йлович Мо́вчан (укр. Павло Михайлович Мовчан; род. 15 июля 1939, Большая Ольшанка) — советский и украинский общественный деятель, журналист и политик; поэт, переводчик, сценарист. Заслуженный деятель искусств Украины (1993); председатель ВУТ «Просвита» им. Т. Шевченко; член Центрального провода УНП (с января 2003); шеф-редактор газеты «Слово Просвещения»; член Комитета Национальных премий Украины им. Т. Шевченко (с ноября 2005). Член Союза писателей Украины (с 1972). Лауреат Государственной премии Украины имени Т. Шевченко (1992).

## Биография
Родился 15 июля 1939 (с. Великая Ольшанка, Васильковский район Киевской области); украинец; отец Михаил Устинович (1902—1977) и мать Пелагея Лазаревна (1905—1987) — колхозники; жена Голота Любовь Васильевна (1949) — литератор, журналист; сын Богдан (1966) — переводчик; дочь Паулина (1987).
В 1958—1960 гг. — студент Киевского университета им. Т. Шевченко. В 1960—1965 гг. — студент Литературного института имени Горького. В 1966 — исполняющий обязанности заведующего отдела редакции журнала «Дніпро». С 1966 — разнорабочий, экспедитор, моряк рыболовецкого сейнера. С 1967 — обучение на 2-летних сценарно-режиссёрских курсах при Госкино СССР. С 1969 — литработник, сценарист киностудии им. Довженко. Прошёл Высшие сценарно-режиссёрские курсы при Госкино СССР (1969—1971). С 1971 — разнорабочий, литработник, журналист, безработный. С 1988 — секретарь правления Союза писателей Украины и Киевской организации Союза писателей Украины.
Народный депутат Украины 1 созыва с марта 1990 до апреля 1994, Березняковский избирательный округ № 2, г. Киев. Входил в «Народную Раду». Инициатор создания Общественного объединения помощи Литовской Республике. На время выборов секретарь правления Киевской организации Союза писателей Украины. 1-й тур: явка 73,6 %, 44,4 %. 2-й тур: явка 69,2 %, за 51,8 %. 8 соперников. Председатель подкомиссии по вопросам гласности Комиссии по вопросам Чернобыльской катастрофы.
Народный депутат Украины 2-го созыва с марта 1994 по апрель 1998, Коломыйский избирательный округ № 198, Ивано-Франковская область, выдвинут трудовым коллективом. 1-й тур: явка 84,2 %, за 57,91 % при 12 соперниках. Председатель подкомитета по межпарламентским связям Комитета по иностранным делам и связям с СНГ. Член фракции НРУ (с октября 1996 — член группы «Государственность»).
Народный депутат Украины 3-го созыва март 1998-апрель 2002, избирательный округ № 152, Ровенская область. Явка 72,0 %, 17,9 % при 20 соперниках. Март 1998 — кандидат в народные депутаты Украины от НРУ, № 16 в списке. Член Комитета по иностранным делам и связям с СНГ (июль 1998 — февраль 2000). Член фракции НРУ (с мая 1998; с апреля 2000 — фракция УНР); первый заместитель председателя Комитета по иностранным делам (с февраля 2000).
Народный депутат Украины 4-го созыва апрель 2002 — апрель 2006 от блока Ющенко «Наша Украина», № 58 в списке (член Движения-УНР). Член фракции «Наша Украина» (май 2002 — март 2005), член фракции УНП (март 2005 — апрель 2006), первый заместитель председателя Комитета по вопросам культуры и духовности (июнь 2002 — апрель 2006).
Март 2006 — кандидат в народные депутаты от Украинского народного блока Костенко и Плюща, № 16 в списке.
Народный депутат Украины 6-го созыва с ноября 2007 от Блока Ю. Тимошенко, № 131 в списке. На время выборов: пенсионер, беспартийный. За поддержку во время голосования инициатив Партии регионов его исключили из фракции БЮТ—"Батькивщина". В 2011 году перешёл в депутатскую группу «Реформы ради будущего», выразил готовность «поддержать системные реформы» президента Виктора Януковича.
Член Союза писателей Украины (с 1972). Поэт, переводчик, сценарист. Член Совета по вопросам языковой политики при Президенте Украины (февраль 1997 — ноябрь 2001). Член президиума Центрального провода НРУ (с марта 1999), Член Центрального провода НРУ (октябрь 1997 — март 1999). Член президиума Центрального провода Руха (УНР) (декабрь 1999 — январь 2003).
Автор сборников: «Нате!» (1963), «Летающее дерево» (1972), «Зело» (1973), «Нить-бархотка» (для детей, 1975), «Память» (1977), «Опыт» (1980), «Круговорот», «В день молодого солнца» (1981), «Голос» (1982), «Желудь» (1983; 1990 — русски), «Календарь», «Полевичок» (для детей, 1985), «Свет» (1986), «Порог» (1988), «Соль» (1989), «Средоточие» (1989), «Отпечатки» (1992), «Крест» (1993); сборник эссе и литературно-критических статей: «Ключ разумения» (1990), «Язык — явление космическое» (1994); переводы Г. Матевосяна, В. Распутина, Ю. Марцинкявичюса, М. Карима и других.
Владеет туркменским, польским, русским, сербским языками.
Автор идеи мультсериала «Лис Никита» на мотивы творчества Ивана Франко. Автор сценария мультфильма «Котигорошко».

## Награды
- Орден Свободы (7 декабря 2018) — за весомый личный вклад в развитие национальной культуры и искусства, многолетнюю просветительскую деятельность и по случаю 150-летия общества «Просвита»[5]
- Орден князя Ярослава Мудрого II степени (28 июня 2024) — за значительные заслуги в укреплении украинской государственности, мужество и самоотверженность, проявленные в защите суверенитета и территориальной целостности Украины, весомый личный вклад в развитие различных сфер общественной жизни, добросовестное исполнение профессиональной обязанности[6]
- Орден князя Ярослава Мудрого III степени (15 июля 2009) — за выдающийся личный вклад в развитие демократических основ Украинского государства, многолетнюю плодотворную деятельность на ниве возрождения национальной культуры, утверждение духовности украинского общества и по случаю 70-летия от дня рождения[7]
- Орден князя Ярослава Мудрого IV степени (23 августа 2005) — за значительный личный вклад в социально-экономическое, научное и культурное развитие Украины, весомые трудовые достижения и активную общественную деятельность[8]
- Орден князя Ярослава Мудрого V степени (8 декабря 1998) — за выдающиеся личные заслуги в развитии украинской государственности, плодотворную творческую и общественную деятельность[9]
- Юбилейная медаль «25 лет независимости Украины» (19 августа 2016) — за значительные личные заслуги в становлении независимой Украины, утверждении её суверенитета и укрепление международного авторитета, весомый вклад в государственное строительство, социально-экономическое, культурно-образовательное развитие, активную общественно-политической деятельности, добросовестное и безупречное служение Украинскому народу[10]
- Заслуженный деятель искусств Украины (22 августа 1996) — за весомый личный вклад в приумножение национальных духовных достижений, высокий профессионализм и по случаю пятой годовщины независимости Украины[11]
- Государственная премия Украины имени Т. Шевченко 1992 года (27 февраля 1992) — за сборники стихов «Материк», «Средоточие»[12]
- Медаль «Махтумкули Фраги» (10 декабря 2014, Туркменистан) — за особые заслуги в изучении, распространении и популяризации творческого наследия великого мыслителя туркменского народа Махтумкули Фраги в эпоху могущества и счастья, а также учитывая большой личный вклад в развитие дружественных связей между Туркменистаном и другими государствами и международными организациями в сферах науки, образования и культуры, в гуманитарной области, плодотворный труд и замечательные творческие достижения[13]
- Медаль Туркменистана «Magtymguly Pyragynyň 300 ýyllygyna» (11 октября 2024, Туркменистан) — за научные исследования, которые вносят существенный вклад в развитие национальной культуры, особые заслуги в деле возрождения культурного наследия и искони духовных ценностей туркменского народа, изучения, бережного сохранения, популяризации и донесения до грядущих поколений творчества поэта-классика туркменской литературы и великого мыслителя Махтумкули Фраги, наращивания культурных связей независимого нейтрального Туркменистана с другими государствами мира и международными организациями, сближения и обогащения культур, укрепления между народами уз дружбы и сотрудничества в эру Возрождения новой эпохи могущественного государства, а также по случаю 300-летия туркменского поэта-классика Махтумкули Фраги[14]
- Лауреат Государственной премии Туркменской ССР
- Почетная грамота Кабинета Министров Украины (июль 1999, сентябрь 2004)
- Медаль Имадеддина Насими (2022, ТЮРКСОЙ)[15]